# Museo de las Ciencias de Castilla-La Mancha
El Museo de las Ciencias de Castilla-La Mancha es una instalación museística dependiente de la Junta de Comunidades de Castilla-La Mancha ubicada en Cuenca e inaugurada el 15 de enero de 1999. Su más importante colección corresponde a los fósiles del yacimiento paleontológico de Las Hoyas, con 14.000 piezas y 24 holotipos.
El Museo se encuentra ubicado en el Casco Antiguo de la ciudad de Cuenca. Cuenta entre sus instalaciones permanentes con un planetario, con un recorrido por la historia de la astronomía desde las primeras civilizaciones usando personajes claves de la ciencia, la sala de Los Tesoros de la Tierra donde se hace un recorrido por la evolución geológica del cosmos y la vida, partiendo de los fósiles conservados del yacimiento de Las Hoyas y la sala de la Historia del Futuro donde se puede seguir el recorrido de la vida de una persona por todas sus etapas hasta el fallecimiento, así como los avances científicos sobre salud y cuidado del medio.